# Gustavo de Hoyos Walther
Gustavo Adolfo de Hoyos Walther (Monterrey, Nuevo León; 13 de febrero de 1966) es un empresario mexicano. Expresidente Nacional de la Confederación Patronal de la República Mexicana (2016-2020).

## Biografía y Educación
Nació en Monterrey, Nuevo León en 1966, y a los 4 años fue llevado a Mexicali, Baja California.
Estudió la licenciatura en Administración de empresas en CETYS Universidad, campus Mexicali (1982-1987) y, Licenciado en Derecho en la Universidad Autónoma de Baja California. 
Realizó estudios de posgrado de Especialidad y Maestría en Derecho Corporativo e Internacional, recibiendo una Mención Honorífica (Mexicali, 1996-1998/1999-2000).
Realizó diplomados en Derecho Mercantil y Quiebras en el Instituto de Investigaciones Jurídicas de la UNAM (Tijuana, 1995), en Liderazgo Social en el Centro Empresarial de Mexicali, S.P. (Coparmex Mexicali, 1996) y en Derecho Procesal en la Universidad Autónoma de Baja California (Mexicali, 1999).

## Trayectoria Empresarial
En 1997 se une a la firma de abogados “De Hoyos y Avilés” (DHA), despacho fundado en 1964; donde se desempeñó hasta 2015 como director general. Estuvo a cargo de la vicepresidencia de Desarrollo de Negocios de Servicios Logísticos de México, junto con su hermano Francisco de Hoyos. 
Del 2003 al 2004, fue Presidente del (CCE) Consejo Coordinador Empresarial de Mexicali, A.C.
Participó como Consejero en el Instituto Nacional del Emprendedor (INADEM) del gobierno federal, el Programa de Liderazgo Empresarial Internacional del Tecnológico de Monterrey, y como Mentor para emprendimientos de alto potencial en programa internacional Endeavor.
Ha fungido como integrante de los Consejos de Administración del Instituto del Fondo Nacional de la Vivienda de los Trabajadores, de Nacional Financiera, S.N.C., del Banco Nacional de Comercio Exterior, S.N.C. y del Instituto Infonacot.
Forma parte del Consejo Consultivo de Mexicanos contra la Corrupción y la Impunidad.
Formó parte de la Comisión Ejecutiva del Consejo Coordinador Empresarial entre 2016 y 2020, y en el marco de la revisión del TLCAN, participó en Consejo Consultivo para Negociaciones Comerciales Internacionales.
Ha escrito colaboraciones para los periódicos Reforma, Excélsior, El Universal así como en El Sol de México y en otros diarios de Organización Editorial Mexicana (OEM), y en las revistas del IMEF y revista "Alto Nivel".

## Fomento a la Educación
Ha participado como catedrático de programas de licenciatura y maestría en distintas universidades. Fue fundador y el primer Presidente de la Fundación UABC, A.C. Se han implementado programas como "ALAS, Oportunidades para Volar" y "Brindando Acceso". Fungió como Presidente y forma parte del Patronato de la Universidad Autónoma de Baja California.

## Desarrollo Económico y Comunitario
De igual manera ha participado como Vicepresidente del Consejo Directivo (Mexicali, 2002-2012) del Comité de Vinculación Escuela-Empresa de Mexicali, A.C. Se impulsaron programas de alto impacto comunitario para presencias vocacionales (Ponte Trucha), estudio del idioma inglés en escuelas públicas y sistema de becas de vinculación. Fue Presidente del Comité de Imagen de Mexicali (Mexicali, 2013-2014) para el desarrollo y reconocimiento oficial de la Marca Ciudad “Mexicali, Energía Transformadora”. Presidente del Consejo (Mexicali, 2014-2015) Consejo de Desarrollo Económico de Mexicali, A.C. en el que se realizó el desarrollo, reconocimiento oficial y puesta en marcha del Plan de Gran Visión “Mexicali 2030”.

## Emprendimientos
1.- Sistemas Logísticos de México, S.A. de C.V. (Diseño y comercialización de sistemas de almacenaje de alta densidad y automatización.)
2.- Inversiones Deneb, SAPI de C.V. (Tenencia de capital de empresas del sector comercio y servicios.)
3.- Servicios Corporativos Antares, S.A. de C.V. (Administración y comercialización de activos crediticios y financieros.)
4.- Servicios Profesionales Karthian, S.C. (Servicios de consultoría y promoción de negocios.)

## Presidencia de COPARMEX
Comenzó a participar en la (COPARMEX) Confederación Patronal de la República Mexicana  desde el año de 1994 desempeñando direcciones a nivel estatal tales como: Presidente de la Comisión de Seguridad (Mexicali, 1996-1998), Vicepresidente del Consejo Directivo (Mexicali, 1999-2000), Presidente del Consejo Directivo (Mexicali, 2001-2002), Presidente de la Federación Noroeste (Ciudad de México, 2005-2009) y de diversas comisiones de trabajo, así como Consejero Nacional (Ciudad de México, 2001-2008).
Fue en el año del 2013, cuando Gustavo empieza a colaborar a nivel nacional, teniendo a su cargo el puesto de Secretario General de la Confederación (Ciudad de México, 2013-2015). Posteriormente, fue nombrado Presidente Nacional de la Confederación. A finales del 2015, por primera vez en 45 años fue ratificado de manera unánime por los 65 Centros Empresariales de todo México como Presidente Nacional de la Confederación Patronal de la República Mexicana, hasta el 2020.
Bajo su liderazgo la (COPARMEX) ha impulsado iniciativas innovadoras con énfasis en participación ciudadana (Alternativas por México), comunicación (#DICES), desarrollo (Nueva Cultura Salarial), estado de derecho (#Reforma 102), integridad pública (Ley 3 de 3), finanzas públicas (Consejo Fiscal Independiente), eficiencia gubernamental (# No Más Derroches), propuesta política (Manifiesto México) y fortalecimiento democrático (#Yo Defiendo al INE).
Aspiración presidencial
El 13 de marzo de 2023, de Hoyos anunció su candidatura presidencial para las elecciones de 2024 y actúa acorde a su dicho.
En febrero de 2024, Movimiento Ciudadano lo incluyó en su lista de candidatos a diputación plurinominal.

## Principales Cargos
| Institución                                                | Cargo               | Periodo    |
| ---------------------------------------------------------- | ------------------- | ---------- |
| Confederación Patronal de la República Mexicana (COPARMEX) | Presidente Nacional | 2016-2020  |
| H. Patronato de la Universidad Autónoma de Baja California | Presidente          | 2015- 2020 |
| Confederación Patronal de la República Mexicana            | Secretario General  | 2013-2015  |
|                                                            |                     |            |